# 芒特桑德爾斯鎮區 (阿肯色州錫巴斯琴縣)
芒特桑德爾斯鎮區（英語：Mont Sandels Township）是位於美國阿肯色州錫巴斯琴縣的一個行政鎮區。

## 地方資料
芒特桑德爾斯鎮區的面積為33.76平方千米，當中陸地面積為29.18平方千米，而水域面積為4.58平方千米。根據2010年美國人口普查的數據，當地共有人口5151人，而人口密度為每平方千米152.58人。